# Radó József
Radó József (Nagyvárad, 1894. július 5. – Budapest, Erzsébetváros, 1955. május 6.) zeneszerző.

## Élete
Radó (Rosenfeld) Ignác (1857–1908) ügyvéd, a nagyváradi izraelita hitközség alelnöke és Reismann Etelka (1870–1940) gyermekeként született. Apját fiatalon elvesztette, s anyja Halász Lajos (1874–1947) újságíró, politikus felesége lett. Nagyapja Reismann Mór volt, az Egyesült Biharmegyei Kereskedelmi Bank és Központi Takarékpénztár igazgatója, a Kereskedelmi- és Iparkamara alelnöke, illetve több nagyváradi társaság igazgatósági tagja.
Középiskolai tanulmányait a Jászóvári Premontrei Kanonokrend Nagyváradi Főgimnáziumában, illetve a Budapest VIII. Kerületi Felső Kereskedelmi Iskolában végezte. 1912 júniusában érettségizett. Első nagyobb művét tizenhárom évesen komponálta Ábránd címmel édesapja halálára. Az 1920-as évek közepéig műdalokat szerzett és előadóként működött. 1925. május 20-án mutatták be nagy sikerrel, a Régi jó Budapest című egész estés operettjét, a budapesti Király Színházban. A főbb szerepekben Berky Lilit, Kertész Dezsőt, Szirmai Imrét és Somogyi Nusit láthatta a közönség. Ugyanebben az évben mutatta be a Budapesti Színház Feld Mátyás A meztelen Pest című énekes-táncos revüjét, melyhez egy keringőt írt. 1929 szeptemberében került színre a Szenes Béla Gazdag lány című vígjátékából készült operett, melyhez Radó szerezte a zenét. A következő egész estés mű, – melyben zeneszerzőként közreműködött –, a Csalódott Szerelmesek Klubja címet kapta. 1931. június 13-án a Budai Színkörben többek között Honthy Hanna, Kun Magda és Rátkai Márton előadásában került színpadra. Az 1938-ban bemutatott Marika című filmvígjáték zeneszerzője volt. Több kisebb rádió-daljátékát a Magyar Rádió közvetítette, valamint önálló szerzői esteket is adott. Tagja volt a Zeneszerzők Szövetkezetének és a Színpadi Szerzők Egyesületének.
Felesége Krausz Szidónia (1893–1956) volt, Krausz Adolf és Krausz Cippória lánya, akivel 1919. április 5-én Budapesten, az Erzsébetvárosban kötött házasságot.

## Művei
- Régi jó Budapest (operett három felvonásban, szövegét írta: Szilágyi László, bemutató: 1925. május 25., Király Színház)
- Pesti család (operett három felvonásban, bemutató: 1929. szeptember 5., Király Színház)
- Cs. Sz. K. (Csalódott Szerelmesek Klubja, szövegét írták: Szántó Armand és Szécsén Mihály, bemutató: 1931. június 13., Budai Színkör)
- Tatjána (operett, szövegét írták: Rejtő Jenő és Harmath Imre, bemutató: 1937. április 16., szegedi Városi Színház)

### Egyéb művei
- Marika (filmvígjáték, rendezte: Gertler Viktor, 1938)

#### Rádió-daljátékok
- Szécsi Mária
- Práter (operett egy felvonásban)
- Aranykalitka (operett egy felvonásban, írta: Sass Irén)

#### Dalok
- Mit ér nékem már az élet
- Estefelé, ha kigyúlnak a lámpák
- Veszünk majd egy faházat
- Bocsásd meg nekem
- Ködbe borult már a határ
- Van, akinek fáj, hogyha sír egy emlék
- Milyen jó néha, egy percre megállni
- Hová lett a régi álmunk
- Nagyságos Asszonyom
- Kisasszony, higyje el
- Nekem már elfogyott a könnyem